# Espace Chaudeau

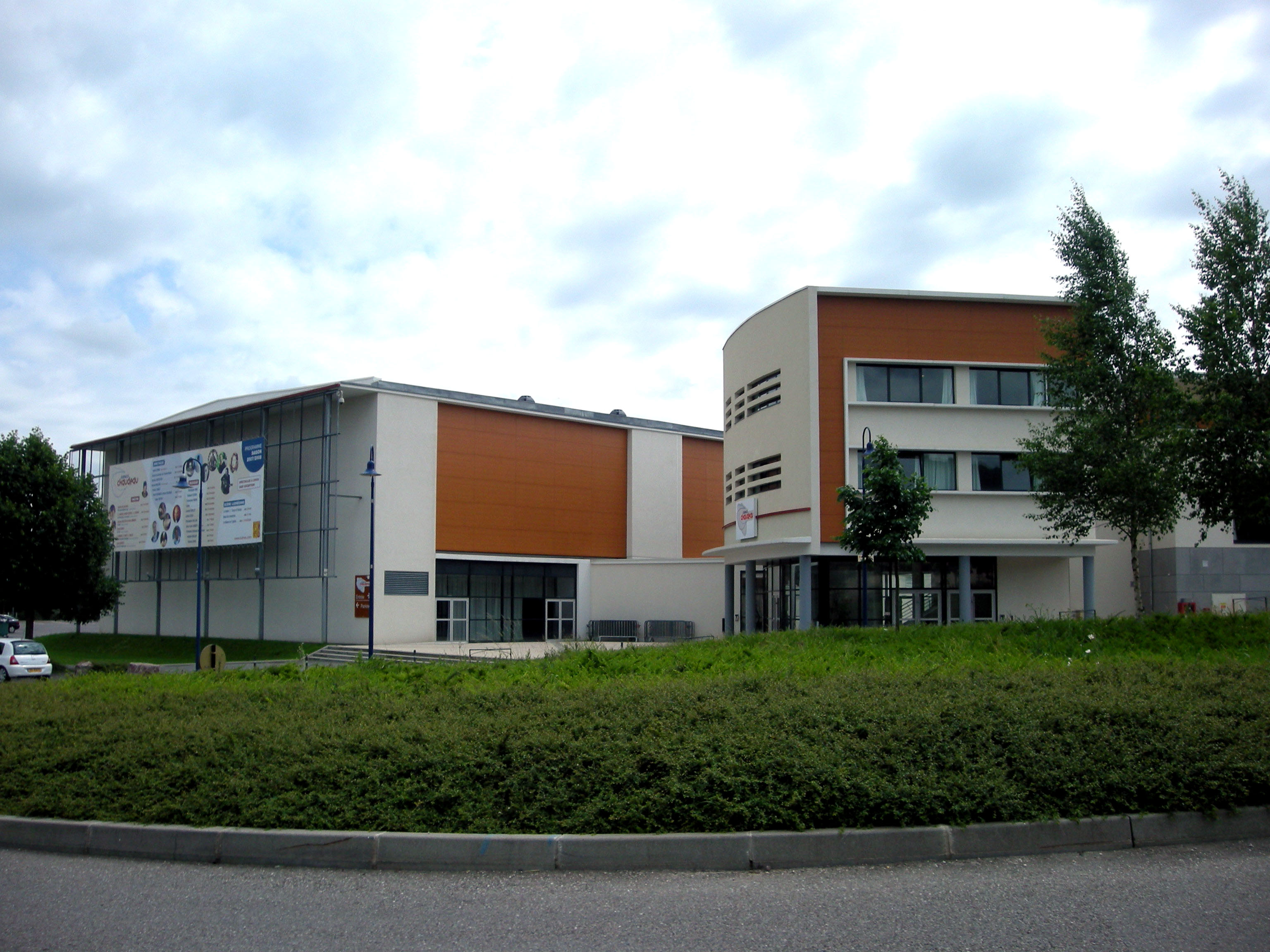
Extérieur de l'Espace Chaudeau

L'Espace Chaudeau est une salle de spectacle et de concerts située à Ludres à 7 km au sud de Nancy en Lorraine.
La salle a été inaugurée en septembre 2006. Elle propose plusieurs configurations modulaires, avec au maximum 1 000 places assises et 1500 places en mode "assis debout" (490 places assises et 1010 places debout).
Elle propose une programmation variée, allant du théâtre à la chanson et les musiques classiques et actuelles. 